# Baltschug
Baltschug (russisch Балчуг), auch Bolotny-Insel (russisch Болотный остров, deutsch „Sumpfinsel“) ist eine Insel in der Moskwa, die zur Innenstadt von Moskau gehört.

## Geografie
Baltschug wird durch die Moskwa und den Wasserumleitungskanal, einem Altarm der Moskwa, gebildet. Die gegenüber dem Kreml liegende Insel hat eine gebogene Form und ist ungefähr 4 Kilometer lang und 280 Meter breit. Sie gehört zu den Stadtteilen Samoskworetschje und Jakimanka im Zentralen Verwaltungsbezirk, die Grenze wird durch die ulitsa Baltschug gebildet.

## Geschichte
Baltschug entstand durch den Bau des Wasserumleitungskanal zwischen 1783 und 1786. Der Kanal sollte verhindern, dass bei Hochwasser das Gebiet der Insel überflutet wird, so dass es als Bauland genutzt werden kann. Trotzdem kam es zu einigen Überschwemmungen im 19. und 20. Jahrhundert. Die schwerste war diejenige im Jahre 1908, wo der Wasserpegel um 9 Meter anstieg und weite Teile der Stadt überschwemmte. Erst die Regulierung der Moskwa mit Hilfe des 1937 eröffneten Moskau-Wolga-Kanals konnte weitere Überschwemmungen verhindern.
Vor 1938 befand sich im heutigen Verlauf der Krasnocholmski-Brücken ein Kanal, der die Südspitze mit dem Quartier Krasnocholm (deutsch „Roter Hügel“) vom Rest der Insel abtrennte.

## Sehenswürdigkeiten
Auf der Insel befinden sich mehrere bedeutende Gebäude, wie zum Beispiel das Haus an der Uferstraße, das 5-Sterne-Hotel Baltschug Kempinski, das ehemalige Produktionsgebäude der Schokoladenfabrik Roter Oktober. Vor der westlichen Spitze von Baltschug befindet sich auf einer aufgeschütteten Insel das Denkmal für Peter I.
Baltschug ist mit mehreren Brücken über die Moskwa und den Wasserumleitungskanal mit dem Festland verbunden. Die wichtigsten sind die beiden Steinernen Brücken, die beiden Moskwa-Brücken, die beiden Ustjinski-Brücken und die beiden Krasnocholmski-Brücken. Die Patriarchen-Brücke ist eine Fußgängerbrücke, die von der Christ-Erlöser-Kathedrale über die Insel an das festlandseitige Ufer des Wasserumleitungskanals führt.
Der Bolotnaja-Platz ist eine Parkanlage im westlichen Teil der Insel.